# Acanthepeira cherokee
Acanthepeira cherokee is een spinnensoort in de taxonomische indeling van de wielwebspinnen (Araneidae).
Het dier behoort tot het geslacht Acanthepeira. De wetenschappelijke naam van de soort werd voor het eerst geldig gepubliceerd in 1976 door Herbert Walter Levi.